# پاآوو تالولا
پاآوو تالولا (انگلیسی: Paavo Talvela; ۱۹ فوریهٔ ۱۸۹۷ – ۳۰ سپتامبر ۱۹۷۳) ارتشبد نیروی زمینی فنلاند بود.
همچنین برندهٔ جوایزی همچون نشان رز سفید فنلاند، نشان واسا، و نشان سنت اولاف شده‌است.